# Star Skid
Star Skid (2000) is een figuratieve sculptuur van de kunstenaar Dennis Oppenheim op de Nederlands-Duitse grens ter hoogte van de Nederlandse Rijksweg 35 (en de Duitse B54).
De titel laat zich vertalen als: remspoor (skid) van een ster. Kennelijk is een vijfpuntige ster naast de rijksweg ingeslagen; een deel van de ster met drie punten heeft een remspoor van 35 meter in het gras achtergelaten. De ster is van Bentheimer zandsteen; het remspoor bestaat uit asfalt, slakken en glasscherven.
Oppenheim is onder meer bekend van zijn grootschalige land-artprojecten, vaak in de vorm van een tijdelijke ingreep in het landschap. Het ontwerp voor zo'n land-artproject ergens in het westen van de Verenigde Staten uit 1977, getiteld Star Skid, is in 2000 tevoorschijn gehaald om in Enschede iets dergelijks te realiseren, in opdracht van Rijkswaterstaat.